# 棒果雪胆
棒果雪胆（学名：Hemsleya clavata）为葫芦科雪胆属下的一个种。

## 扩展阅读
- 維基物種上的相關：棒果雪胆